# Alburnus orontis
Espèce
Statut de conservation UICN

 VU B1ab(i,ii,iii,iv,v)+2ab(i,ii,iii,iv,v) : Vulnérable
Alburnus orontis (Orontes bleak en anglais) est un poisson d'eau douce de la famille des Cyprinidae.

## Répartition
Alburnus orontis est endémique du bassin l'Oronte entre la Syrie et la partie asiatique de la Turquie.

## Description
La taille maximale connue pour Alburnus orontis est de 91 mm.

## Étymologie
Son nom spécifique ainsi que son nom vernaculaire anglais, lui ont été donnés en référence à son endémisme au bassin de l'Oronte.

## Publication originale
- Sauvage, 1882 : Catalogue des poissons recueillis par M. E. Chantre pendant son voyage en Syrie, Haute-Mésopotamie, Kurdistan et Caucase. Bulletin de la Société philomathique de Paris, sér. 7, vol. 6, p. 163-168[3].